# Odilón de Baviera
Odilón I de Baviera (...-748), fue duque de Baviera de la dinastía Agilolfinga desde el 736 hasta el 748. Hijo de Gofredo (?-709).

## Biografía
El año 736 sucedió a Huberto I de Baviera como duque de Baviera. Se casó el 741 con la hija de Carlos Martel, Hiltrude.
Al morir su suegro se alió con el duque Hunaldo de Aquitania y con Grifón de los Carolingios (hijo ilegítimo de Carlos Martel) para combatir a sus cuñados Carlomán y Pipino el Breve que se habían opuesto al matrimonio de su hermana.  Odilón fue derrotado y tuvo que aceptar ser vasallo de los francos, aunque mantuvo su título de duque.
Murió el 18 de enero de 748, dada la joven edad de su heredero Tasilón, Grifon aprovechó para apoderarse del ducado. Pipino el Breve, sin embargo, defendió los derechos de su sobrino y hermana y reconoció al niño como duque de Baviera; a cambio, le entregó a Grifon unos condados en Neustria.

## Descendencia
Odilón e Hiltrude tuvieron como hijo a Tasilón (742-794), más tarde Duque de Baviera.